# 河南广播电视台欢腾购物频道
河南广播电视台欢腾购物频道，前身是河南广播电视台商务信息频道，是河南广播电视台下属的一个电视购物频道，也是河南广播电视台的第七套节目。

## 简介
2006年3月15日，电视购物栏目“欢腾购物”在河南电视台商务信息频道播出，2010年12月广电总局批准商务信息频道改为欢腾购物频道，2012年9月25日欢腾购物频道正式开播。